# Ragga
Ragga oder Raggamuffin ist eine besonders auf Jamaika verbreitete Spielart des Reggae. Hauptmerkmale sind der meist im Patois gehaltene und auf wenige Töne beschränkte Sprechgesang und der basslastige Rhythmus.

## Merkmale
Ragamuffin ist ein englischer Ausdruck für Straßenkind, Herumtreiber usw.  
Ragga (Raggamuffin) ist eine Form des Dancehall und erfreut sich seit Mitte der 1980er Jahre zunehmender Beliebtheit. Als erster Raggamuffin-Titel gilt Under Me Sleng Teng von Wayne Smith / King Jammy aus dem Jahr 1985, der mit seiner durch Synthesizer erzeugten Bassline auch die Produktionsweise von jamaikanischer Tanzmusik revolutionierte.
Der Begriff Raggamuffin wurde durch das 1988er Album Ragamuffin Hip-Hop von Asher D. und Daddy Freddy begründet und etabliert.
Ein wesentliches Merkmal des Ragga ist die Tatsache, dass verschiedene Sänger unabhängig voneinander auf dem gleichen Instrumental, dem Riddim, eigene Titel singen bzw. toasten. Das beste Beispiel dafür ist ein Song mit dem Namen Real Rock, ein Instrumentalstück von 1967 der Band Sound Dimension, welches bis heute in nahezu 300 verschiedenen Versionen von diversen jamaikanischen Künstlern „gevoict“ wurde.
Ragga wird üblicherweise auf 7″ gepresst, die Geschwindigkeit beträgt zumeist 45/min. Beim Auflegen wird oft derselbe Riddim in verschiedenen Interpretationen aneinandergereiht. Dies verstärkt den hypnotischen Effekt. Auf trickreiches Mixing wird dabei verzichtet, zumal dies aufgrund des Plattenformats auch schwer möglich wäre.
Die Texte drehen sich inhaltlich größtenteils um fünf Themen: Sex (Slackness), Gewalt (Gunlyrics), Cannabiskonsum (Ganja-Tunes), Politik / Religiosität (Consciousness) und Liebe (Loversrock, Lover-Tunes).
Auch in Großbritannien erfuhr der Raggamuffin Ende der 1980er große Beliebtheit. Anfang der 1990er Jahre beeinflusst er wesentlich die Entstehung von Jungle.

## Wichtige Vertreter
- Alborosie
- Burro Banton
- Beenie Man
- Bounty Killer
- Buju Banton
- Busy Signal
- Capleton
- Cutty Ranks
- Daddy Freddy
- Damian Marley
- General Levy
- Lady Saw
- Ninjaman
- Shabba Ranks
- Stephen Marley
- Macka B
- Mr. Vegas
- Elephant Man
- Ce’Cile
- Tonton David
- Eek-a-Mouse
- Sean Paul
- Shaggy
- Raggasonic
- Raggabund
- Vybz Kartel
- Yellowman
- Mad Cobra